# Guanzate
Guanzate (Guanzaa in dialetto comasco, AFI: /ɡwaŋˈʦaː/) è un comune italiano di 5 752 abitanti della provincia di Como in Lombardia.

## Storia
La più antica menzione storica del luogo è del 1125, nel pieno della guerra decennale, quando Guanzate fu distrutto dagli abitanti di Como dopo che i guanzatesi, parteggiando per Milano, avevano ucciso il nobile comasco Beltramo Brocco.
Sempre in epoca medievale, Guanzate era alle dipendenze alla Pieve di Appiano, all'interno del Contado del Seprio.
Riportato dagli Statuti delle acque e delle strade del contado di Milano fatti nel 1346 come el locho da Ugonzà, Guanzate era uno dei centri che aveva in carico la manutenzione della cosiddetta "strata da Bolà". Nello stesso periodo il comune faceva già parte della pieve di Appiano, entro cui risultò inserito fino al termine del XVIII secolo.
Ai tempi del Ducato di Milano, nel 1412 il paese rischiò una nuova devastazione, questa volta dai milanesi, a causa della partecipazione, da parte di un tal Luchino di Vogenzate, al complotto che portò all'assassinio di Giovanni Maria Visconti. Sempre sotto il ducato milanese, nel 1538 il comune di Guanzate fu infeudato da Giacomo Antonio Carcano, che alla sua morte lo lasciò alla famiglia degli Arconati, concessionari del feudo fin'oltre la metà del XVIII secolo.
Nel 1751 il territorio comunale si estendeva già ai cassinaggi di Madonna e Cinfo.
Quando nel 1786 gli austriaci suddivisero la Lombardia in province, il comune di Guanzate fu inserito nella Provincia di Gallarate. Per assistere a uno spostamento sotto Como bisognò attendere le riforme amministrative della Repubblica Cisalpina di Napoleone Bonaparte, nel 1801.
Un decreto di riorganizzazione del territorio del Regno d'Italia napoleonico datato 1807 sancì, per Guanzate, l'annessione dei comuni di Bulgaro Grasso, Lurago Marinone e Veniano Superiore e Inferiore. L'aggregazione fu tuttavia abrogata con la Restaurazione, in seguito alla quale il comune di Guanzate continuò tuttavia a rimanere sotto la giurisdizione di Como, nella nuova provincia del Regno Lombardo-Veneto.

### Simboli
Lo stemma e il gonfalone sono stati concessi con decreto del presidente della Repubblica del 24 luglio 1973.
Il gonfalone è un drappo partito di giallo e di rosso.

## Monumenti e luoghi d'interesse

### Architetture religiose

#### Parrocchiale di Santa Maria Assunta
La chiesa parrocchiale di Santa Maria Assunta: situata nel centro cittadino, è la sede della parrocchia dalla seconda metà del XV secolo, in sostituzione della precedente chiesa parrocchiale di San Lorenzo. L'edificio attuale fu progettato nel 1852 dall'architetto Giacomo Moraglia, ma a seguito dei ritardi dovuti alla contemporanea sistemazione della strada per Fenegrò, la prima pietra venne posata nel 1854 e l'opera fu ultimata nel 1860. Negli anni successivi venne costruito l'altare maggiore (1868), eseguita la decorazione pittorica (1875, opere di Luigi Locatelli, Angelo Galloni e Casimiro Radice) e sistemato l'organo e la cantoria (1877). Nel 1888 venne completata anche la facciata (opera di Pietro Fontana basata sui disegni del Moraglia). La chiesa venne consacrata nel 1920 e vi vennero sistemate in un apposito altare le reliquie di san Cristoforo, giunte a Guanzate nel 1680. Nel 1938 venne ricostruito il campanile, alto 56 m, al posto del precedente del 1583, per opera dell'ingegner Guido Aureggi.

#### Santuario della Beata Vergine di San Lorenzo
Noto anche come santuario della Madonna in Campagna, il santuario della Beata Vergine di San Lorenzo fu edificato nel 1661, sulla base di una precedente cappelletta, e ingrandito nel corso del secolo successivo.

### Architetture civili
- Il Centro civico è un edificio, di cui non si conosce la data esatta di costruzione, che ha ospitato il municipio fino al 1959, quando si costruì l'attuale Palazzo municipale, e le scuole. L'ultima ristrutturazione risale al 1989 e attualmente è sede dell'associazione "Il Centro del Sorriso".
- Villa Cernezzi, situata nell'ultimo anello del centro storico, sembra avere la sua prima origine intorno all'anno 1000, venne successivamente ampliata e modificata. Presenta un portico a colonne come ingresso. Appartenne alla famiglia Cernezzi, imparentata con gli Odescalchi di Como. Una targa ricorda la visita nel 1918 del cardinale Andrea Carlo Ferrari (beatificato nel 1986 da papa Giovanni Paolo II).
- Torre civica in piazza Partigiani, adibita a serbatoio per lo stoccaggio di acqua potabile. All'interno della torre merlata, è stata progettata dall'ingegnere Gaetano Suvini di Milano nel 1910 e realizzata tra il 1911 e il 1914. Un'effigie mariana in cotto Maria Madre delle Missioni vi è stata apposta nel 1995 a ricordo del 25º anniversario della costituzione del gruppo "Giovani '70" di Guanzate.
- Il Monumento ai caduti, eretto nel 1925 in onore dei caduti della prima guerra mondiale, era costituito da una statua in bronzo rappresentante un soldato che offre in segno di pace ulivo e alloro, opera dello scultore L. Scola di Varese. La statua venne offerta nel 1943 come materiale utile per lo sforzo bellico e un nuovo monumento venne realizzato nel 1955.
- Il Monumento ai martiri, innalzato su disegno di Ernesto Guffanti, venne inaugurato il 25 aprile 1985, a ridosso del muro del cimitero, nello stesso punto in cui il 20 agosto 1944 vennero fucilati dai nazifascisti i partigiani Luigi Clerici ed Elio Zampiero.
- La Croce delle missioni, eretta nel 1938 a ricordo delle missioni e ora collocata sull'altare della chiesa parrocchiale, venne sostituita in seguito da una nuova, posta all'incrocio semaforico tra Guanzate, Appiano Gentile, Veniano e Bulgarograsso.

## Società

### Evoluzione demografica

#### Demografia pre-unitaria
- 958 nel 1751[6]
- 1 072 nel 1771[7]
- 1 132 nel 1799[15]
- 1 104 nel 1805[15]
- 2 507 dopo annessione di Bulgarograsso, Veniano e Lurago Marinone nel 1809[8]
- 2 101 nel 1853[12]
- 2 144 nel 1859[16]

#### Demografia post-unitaria
Abitanti censiti

## Geografia antropica
I cortili costituiscono il segno architettonico urbano del centro di Guanzate, che è posto in cima a una collina. Alcuni di essi sono:
- la Cort di Albesit,
- la Cort di Ròss;
- la Cort di Mileta, il cui nome deriva da un residente del cortile, Camillo Mileta;
- la Cort dal Cacèe, il cui nome origina da un discendente della famiglia Olgiati;
- la Cort di Cuàza, una delle famiglie più agiate e in vista del paese che, per distinguersi, si facevano crescere i capelli raccogliendoli in una lunga coda, detta in lombardo occidentale cuazza;
- la Cort di Frà, poiché si dice che anticamente vi esistesse un convento di frati;
- la Cà dal Podestà, che come dice la parola stessa era la casa del Podestà.

Le cascine, invece, costituiscono l'architettura contadina del paese. Sono situate in zone periferiche rispetto al centro e vicino alle coltivazioni e alle stalle. Molte sono state ristrutturate e hanno perso molto del loro aspetto caratteristico, fino a perdere la funzione agricola e trasformarsi in residenze. Alcune tra le cascine di Guanzate:
- la Cascina Vai o Cancanin;
- la Cascina Cinq Fò, il cui nome in lombardo occidentale significa "cinque faggi", perché si dice che alcuni frati abbatterono cinque faggi per costruire una chiesetta;
- la Cascina Carlo Pio Saviano, ammo ammo, ossia "terrone non coltivabile";
- la Cascina Fornaci, il cui nome deriva dalla sede di una fabbrica di mattoni.

### Esplicative
1. ↑  Per il dialetto comasco, si utilizza l'ortografia ticinese, introdotta a partire dal 1969 dall'associazione culturale "Famiglia Comasca" nei vocabolari, nei documenti e nella produzione letteraria.

### Bibliografiche
1. 1 2   Bilancio demografico mensile anno 2025 (dati provvisori), su demo.istat.it, ISTAT.
2. ↑   Classificazione sismica (XLS), su rischi.protezionecivile.gov.it.
3. ↑   Tabella dei gradi/giorno dei Comuni italiani raggruppati per Regione e Provincia (PDF), in Legge 26 agosto 1993, n. 412, allegato A, Agenzia nazionale per le nuove tecnologie, l'energia e lo sviluppo economico sostenibile, 1º marzo 2011,  p. 151. URL consultato il 25 aprile 2012 (archiviato dall'url originale il 1º gennaio 2017).
4. ↑   AA. VV., Dizionario di toponomastica. Storia e significato dei nomi geografici italiani., Milano, Garzanti, 1996,  p. 320, ISBN 88-11-30500-4.
5. 1 2 3 4 5  Borghese, pp. 242-243.
6. 1 2 3 4 5   Comune di Guanzate, sec. XIV - 1757, su Istituzioni storiche – Lombardia Beni Culturali. URL consultato il 5 maggio 2020.
7. 1 2 3   Comune di Guanzate, 1757 - 1797, su Istituzioni storiche – Lombardia Beni Culturali. URL consultato il 5 maggio 2020.
8. 1 2   Comune di Guanzate, 1798 - 1815, su Istituzioni storiche – Lombardia Beni Culturali. URL consultato il 5 maggio 2020.
9. ↑   Comune di Bulgarograsso, 1816 - 1859, su Istituzioni storiche – Lombardia Beni Culturali. URL consultato il 28 aprile 2020.
10. ↑   Comune di Lurago Marinone, 1816 - 1859, su Istituzioni storiche – Lombardia Beni Culturali. URL consultato il 5 maggio 2020.
11. ↑   Comune di Veniano Superiore e Inferiore, 1816 - 1859, su Istituzioni storiche – Lombardia Beni Culturali. URL consultato il 5 maggio 2020.
12. 1 2   Comune di Guanzate, 1816 - 1859, su Istituzioni storiche – Lombardia Beni Culturali. URL consultato il 5 maggio 2020.
13. ↑   Chiesa di S. Maria Assunta - complesso, Piazzale San Cristoforo - Guanzate (CO), su Architetture – Lombardia Beni Culturali. URL consultato il 5 maggio 2020.
14. ↑   Santuario della Beata Vergine in San Lorenzo, Via alla Madonna - Guanzate (CO), su Architetture – Lombardia Beni Culturali. URL consultato il 5 maggio 2020.
15. 1 2   Martello, Pier Jacopo, 1665-1727., Seguito del teatro italiano di Pierjacopo Martello., Nella stamperìa di Lelio dalla Volpe, MDCCXXIII [1723], OCLC 228695361. URL consultato il 5 maggio 2020.
16. ↑   Comune di Guanzate, 1859 - [1971], su Istituzioni storiche – Lombardia Beni Culturali. URL consultato il 5 maggio 2020.
17. ↑  Statistiche I.Stat ISTAT URL consultato in data 28 dicembre 2012.
Nota bene: il dato del 2021 si riferisce al dato del censimento permanente al 31 dicembre di quell'anno. Fonte:  Popolazione residente per territorio - serie storica, su esploradati.censimentopopolazione.istat.it.